# Bereslavka
Bereslavka (ucraniano: Береславка; anteriormente Ianivka/Янівка - em russo: Яановка/Ianovka) é uma pequena aldeia, com 139 habitantes (2001) no oblast de Kirovogrado, região central da Ucrânia, a cerca de 68 km a sul da cidade de Kirovogrado, no vale do rio Stepivka (Степівка).
A localidade foi fundado em 1859, pela seita cristã dos molocanos, com o nome original de Nova Aleksanderovkoe, em homenagem ao czar Alexandre II da Rússia. O nome foi trocado para Ianovka em 1920. A localidade denomina-se actualmente Bereslavka.
Leon Trotski, intelectual marxista e revolucionário bolchevique nasceu nesta cidade em 7 de novembro de 1879.
Em conjunto com as aldeias de Nykonorivka (Никонорівка) e Novohomelske (Новогомельське), Bereslavka integra o município que tem como capital a vila de Vasylivska (Василівка).